# 奥武島 (沖縄県南城市)
奥武島（おうじま）は、沖縄本島南部にある島。沖縄県南城市玉城（旧島尻郡玉城村）に属する。

## 地理
面積は0.23km2、人口は 900人弱。南城市役所（旧玉城村役場）から約2km南にあり、同市の最南部に位置する。沖縄本島とは橋で結ばれている（約100mしか離れていない）。本島側の国道331号から島形を認めることができ、島内からは南部戦跡や知念半島が見える。
島の周囲は約1.7kmで、1990年代初めに一周道路が完成し、ドライブコースにもなっている。島は小高い丘になっており、島内の道は迷路のように入り組んでいる。6階建てのマンションも存在する。
島の西側はスクーバダイビングスポットである。穏やかな海況なことが多いため、他のポイントで海況が悪く潜れない場合でも奥武島では潜ることができる場合も多い。初心者や講習者も多く訪れる。
住所は島全体が南城市玉城字奥武に属する。なお、玉城字奥武は沖縄本島内陸部にもある。

## 経済・文化
太平洋に面し漁業が盛んであり、海産物の食堂や天ぷらの売店がある（天ぷらは１つ50円程度で売られている）。また旧暦5月4日（5月末 - 6月下旬）には海神（うんじゃみ）祭とハーリー（爬竜船競争）が行われている。島には小中学校がないため、小中学生は橋を渡り、市役所近くにある玉城小学校・玉城中学校に通う。
島の中央にある観音堂は17 - 18世紀頃に漂着した唐船の乗組員を島の人が助け、手厚く看護したお礼に贈られた観音像を奉った堂である。また、海沿いの道には変わった形の大きな岩がそそり立つ竜宮神がある。

## 交通
- 国道331号「奥武入口」交差点より南方向に、奥武島に通じる市道が延びている。同交差点付近に「奥武島」と示された案内標識がある。那覇から車で40分ほど。
- バス路線として、南城市が沖縄バスに運行委託し運行する「Nバス」が経由する。那覇バスターミナルからは南城市役所を発着する路線バス（沖縄バス・東陽バス共同運行）に乗車した上でC・Dルートに乗り換えとなる。島内は奥武島（おうじま）バス停1か所のみ。かつては那覇バスターミナルからの直行便として53番・志喜屋線の経由地となっていた。

## ギャラリー
- 同島の案内碑
- 西側の海岸（干潮時）
- 天ぷら店